# 返回舱

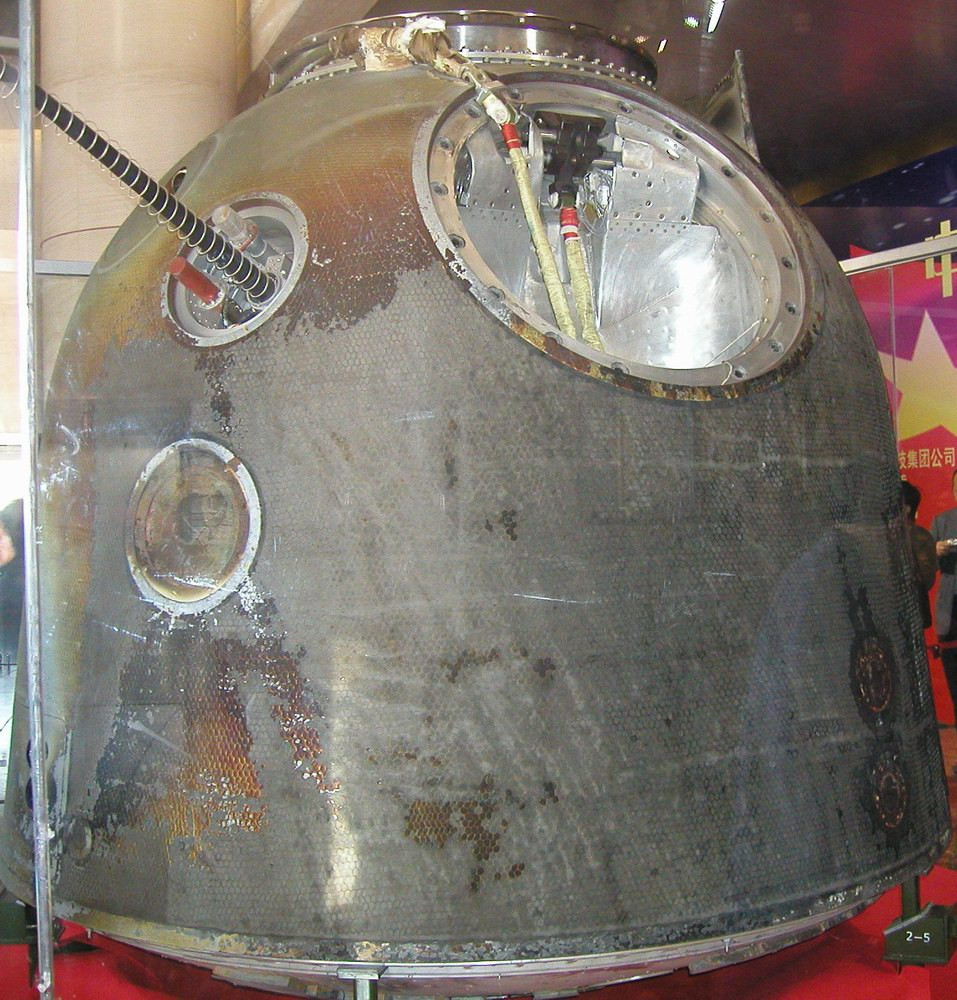
神舟5號返回艙

返回舱是载人飞船的一个舱段，用于宇航员返回地面。

## 結構
由於飛船的空氣動力學要求，返回艙的直徑通常小於5米（16 英尺）。大多數飛船都使用燒蝕隔熱罩返回地面，使它不可重複使用。飛船的材料採用不同的設計方式，例如阿波羅指令艙的鋁製蜂窩結構。鋁質很輕，其結構賦予膠囊額外的強度。早期的航天器有一層嵌入合成樹脂的玻璃塗層，並處於非常高的溫度下。碳纖維、增強塑料和陶瓷是不斷改進以更好地用於太空探索的新材料。

## 着陸過程
1.制动飞行阶段

载人飞船返回地球前，首先要在水平方向逆时针转动90°，变为横向飞行状态。然後轨道舱与返回舱以每秒1～2米的相对速度分离，使返回舱和推进舱形成两舱组合状态，同時继续调整姿态，变成推进舱在前、返回舱在后的倒飞状态。之後推进舱点火制动，从原飞行轨道进入返回轨道。最后调整仰角与地球大气层形成一个合适的角度，才能返回地球。
2.自由滑行阶段

载人飞船进入返回轨道后，受地球引力作用，开始呈自由滑行状态。当滑行到距离地面145公里处时，返回舱与推进舱分离。在分离过程中，飞船會因速度过快而使返回舱剧烈抖动，并伴随着缓慢翻滚，在這過程中太空人是十分难受的。另一方面，返回舱要在进入大气层之前调整角度，因為如果角度太小，飛船將從大氣層邊緣擦過而不能返回；相反如果角度太大，飛船返回速度過快，將像流星一樣在大氣層中被燒燬，因此要调整角度以减少大气摩擦，
3.再入大气层阶段

為返回過程中環境最為惡劣的階段，当返回舱距离地面100公里时，空气的密度开始变大，使空气与返回舱产生剧烈的摩擦，從而導致底部温度高达過千度，這時整个返回舱表面會被大火包围，因此返回舱内需有特殊的隔热材料，讓太空人不会感受到高温。返回舱下降到距离地面35—80公里时，會进入“黑障区”，因為返回舱接收不到地面發送的無線電信號，地面也接收不到返回艙發送的無線電信號，使返回舱不能实时通信、测量，過程通常佔4分钟。
4.软着陆阶段

当返回舱下降到距离地球10公里位置时，會以大約每秒200米的均速下降，之後引导伞、减速伞、主降落伞会依次打开，使返回舱开始减速，到距离地面1米时，反推系统启动，最终将下降速度控制在2米/秒左右安全着陆。為增加着陸的可靠性，返回艙上除裝有主降落傘系統外，還裝有面積稍小的備份降落傘系統。一旦主降落傘系統出現故障，可在規定高度應急啓用，使返回艙安全着陸。